# Neolamprologus brevis
Neolamprologus brevis (Synonyme Lamprologus taeniurus, L. brevis, L. calliurus) ist ein im ostafrikanischen Tanganjikasee endemisch vorkommender Süßwasserfisch aus der Gruppe der Schneckenbuntbarsche. 

## Merkmale
Der Fisch wirkt – wie der wissenschaftliche Name andeutet (lateinisch brevis „kurz“) – optisch etwas zu kurz geraten. Männchen erreichen eine Maximallänge von 6 Zentimetern, Weibchen bleiben deutlich kleiner. Weitere äußere Geschlechtsunterschiede sind nicht vorhanden. Die Grundfärbung ist braunbeige, wobei der Rücken leicht dunkler und der Bauch leicht heller ist. Auf den Körperseiten zeigen sich bis zu acht bis neun schmale, silbrig-weißliche, hellgrüne oder hellblaue Querstreifen. Unterhalb des Auges ist ein glänzender Bereich (der Unteraugenstrich), der bläulich bis lila schimmert. Auch die Lippen schimmern bläulich. Der Kiemendeckelfleck schimmert grünlich. Die Flossen sind bräunlich und zeigen weißliche Punkte und Striche.

## Lebensweise
Neolamprologus brevis lebt im Sandlitoral und in der Übergangszone vom Sandlitoral zur felsigen Zone im gesamten See in Tiefen von 6 bis weit unterhalb von 50 Metern. Er ernährt sich von Zooplankton, kleinen Krebstieren (vor allem Ruderfußkrebse) und Insektenlarven, und ist ein Höhlenbrüter, der eine Vater-Mutter-Familie bildet und Schneckengehäuse der Gattung Neothauma für die Fortpflanzung nutzt (In der Aquaristik werden ersatzweise auch Gehäuse von Weinbergschnecken benutzt). Im Unterschied zu anderen Schneckenbuntbarschen bewohnen bei Neolamprologus brevis das Männchen und das Weibchen dasselbe Schneckenhaus, in dem die Eiablage sowie die Brutpflege stattfinden. Pro Gelege werden 30 bis 50 Eier gelegt.

## Bedrohung
Neolamprologus brevis ist laut IUCN nicht gefährdet. 